# 微软知识库
微软知识库（Microsoft Knowledge Base）是微软公司向公众提供的一个有着超过20万篇文章的知识库。它包含众多有关微软产品使用问题或程序错误的信息，并可能附有解决方案。每个文章都有一个ID号，文章通常采用知识库（KB）ID引用。